# Парижские соглашения (1991)
Пари́жские ми́рные соглаше́ния — ряд международных соглашений, направленных на прекращение многолетнего кампучийско-вьетнамского конфликта. Подписан 23 октября 1991 года между властями Государства Камбоджа (провьетнамский режим Хенг Самрина—Хун Сена) и основными представителями камбоджийской оппозиции — Партии Демократической Кампучии (ПДК, Красные кхмеры Пол Пота), ФУНСИНПЕК (монархисты Сианука), Национального фронта освобождения кхмерского народа (KPNLF, национал-либералы Сон Санна).

## Страны, подписавшие соглашения
1. Австралия
2. Бруней
3. Великобритания
4. Вьетнам
5. Канада
6. Китай
7. Индия
8. Индонезия
9. Лаос
10. Малайзия
11. Сингапур
12. СССР
13. США
14. Таиланд
15. Филиппины
16. Франция
17. Югославия
18. Япония